# Суперкубок Італії з футболу
Суперкубок Італії (італ. Supercoppa italiana) — футбольне змагання в Італії, яке відбувається щороку наприкінці серпня, за тиждень до початку нового сезону.
Кубок раніше розігрувався в єдиному матчі між чемпіоном Італії і володарем Кубка Італії попереднього сезону. Так, якщо в попередньому сезоні переможець чемпіонату одночасно виборов Кубок, його суперником стає другий фіналіст Кубка Італії. В історії італійських Суперкубків таке траплялося вісім разів: в 1995 («Парма»), 2000 («Інтернаціонале»), 2006 («Рома»), 2010 («Рома»), 2015 («Лаціо»), 2016 («Мілан»), 2017 («Лаціо»), 2018 («Мілан»). 
У 2023 році Суперкубок перейшов на новий формат. Тепер у ньому беруть участь чотири команди: чинний чемпіон, срібний призер, володар кубку та фіналіст.
Вперше Суперкубок був розіграний в 1988 році; тоді він відбувся в червні у зв'язку з Олімпіадою в Сеулі, але всі наступні розіграші проводилися у серпні. Звичайно матч Суперкубка відбувається на домашньому стадіоні чемпіона Італії, але було кілька «виїзних» розіграшів, які проводилися за кордоном: у Вашингтоні (США) в 1993, у Триполі (Лівія) в 2002, в Нью-Йорку (США) в 2003, тричі грали в Пекіні (2009, 2011 та 2012), двічі у Досі (Катар, 2014, 2016) одного разу у Шанхаї (Китай, 2015), а також у Джидді (Саудівська Аравія, 2018).
Найчастіше Суперкубок виборювали «Ювентус» (9 разів) та «Інтернаціонале» (8 разів), і «Мілан» (8 разів).
З тридцяти одного розіграшу Суперкубка володар Кубка Італії перемагав лише у дев'яти: в 1996 («Фіорентина»), 1998 («Лаціо»), 1999 («Парма»), 2005 («Інтернаціонале»), 2007 («Рома»), 2009 («Лаціо»), 2014 «Наполі», 2015 «Ювентус» та 2018 «Ювентус».

## Розіграші Суперкубка
| Рік  | Переможець       | Рахунок        | Фіналіст         | Стадіон                                                |
| ---- | ---------------- | -------------- | ---------------- | ------------------------------------------------------ |
| 1988 | «Мілан»          | 3:1            | «Сампдорія»      | «Сан-Сіро», Мілан                                      |
| 1989 | «Інтернаціонале» | 2:0            | «Сампдорія»      | «Сан-Сіро», Мілан                                      |
| 1990 | «Наполі»         | 5:1            | «Ювентус»        | «Сан-Паоло», Неаполь                                   |
| 1991 | «Сампдорія»      | 1:0            | «Рома»           | Стадіо Луїджі Ферраріс, Генуя                          |
| 1992 | «Мілан»          | 2:1            | «Парма»          | «Сан-Сіро», Мілан                                      |
| 1993 | «Мілан»          | 1:0            | «Торіно»         | Стадіон RFK, Вашингтон, США                            |
| 1994 | «Мілан»          | 1:1 (пен. 4:3) | «Сампдорія»      | «Сан-Сіро», Мілан                                      |
| 1995 | «Ювентус»        | 1:0            | «Парма»          | «Делле Альпі», Турин                                   |
| 1996 | «Фіорентина»     | 2:1            | «Мілан»          | «Сан-Сіро», Мілан                                      |
| 1997 | «Ювентус»        | 3:0            | «Віченца»        | «Делле-Альпі», Турин                                   |
| 1998 | «Лаціо»          | 2:1            | «Ювентус»        | «Делле Альпі», Турин                                   |
| 1999 | «Парма»          | 2:1            | «Мілан»          | «Сан-Сіро», Мілан                                      |
| 2000 | «Лаціо»          | 4:3            | «Інтернаціонале» | «Олімпіко», Рим                                        |
| 2001 | «Рома»           | 3:0            | «Фіорентина»     | «Олімпіко», Рим                                        |
| 2002 | «Ювентус»        | 2:1            | «Парма»          | «11 червня», Триполі, Лівія                            |
| 2003 | «Ювентус»        | 1:1 (пен. 5:3) | «Мілан»          | «Джантс», Нью-Йорк, США                                |
| 2004 | «Мілан»          | 3:0            | «Лаціо»          | «Сан-Сіро», Мілан                                      |
| 2005 | «Інтернаціонале» | 1:0 (д. ч.)    | «Лаціо»          | Стадіон «Делле-Альпі», Турин                           |
| 2006 | «Інтернаціонале» | 4:3 (д. ч.)    | «Рома»           | «Сан-Сіро», Мілан                                      |
| 2007 | «Рома»           | 1:0            | «Інтернаціонале» | «Сан-Сіро», Мілан                                      |
| 2008 | «Інтернаціонале» | 2:2 (пен. 6:5) | «Рома»           | «Сан-Сіро», Мілан                                      |
| 2009 | «Лаціо»          | 2:1            | «Інтернаціонале» | Пекінський національний стадіон, Пекін                 |
| 2010 | «Інтернаціонале» | 3:1            | «Рома»           | «Сан-Сіро», Мілан                                      |
| 2011 | «Мілан»          | 2:1            | «Інтернаціонале» | Пекінський національний стадіон, Пекін                 |
| 2012 | «Ювентус»        | 4:2 (д. ч.)    | «Наполі»         | Пекінський національний стадіон, Пекін                 |
| 2013 | «Ювентус»        | 4:0            | «Лаціо»          | Олімпіко, Рим                                          |
| 2014 | «Наполі»         | 2:2 (пен. 6:5) | «Ювентус»        | Стадіон «Яссім бін Хамад», Доха                        |
| 2015 | «Ювентус»        | 2:0            | «Лаціо»          | Стадіон «Шанхай», Шанхай                               |
| 2016 | «Мілан»          | 1:1 (пен. 4:3) | «Ювентус»        | Стадіон «Яссім бін Хамад», Доха                        |
| 2017 | «Лаціо»          | 3:2            | «Ювентус»        | Олімпіко, Рим                                          |
| 2018 | «Ювентус»        | 1:0            | «Мілан»          | Стадіон «Король Абдалла Спортс Сіті», Джидда           |
| 2019 | «Лаціо»          | 3:1            | «Ювентус»        | Стадіон Університету короля Сауда, Ер-Ріяд             |
| 2020 | «Ювентус»        | 2:0            | «Наполі»         | Стадіо Мапеі - Чітта дель Тріколоре, Реджо-нель-Емілія |
| 2021 | «Інтернаціонале» | 2:1            | «Ювентус»        | Мілан, «Джузеппе Меацца»                               |
| 2022 | «Інтернаціонале» | 3:0            | «Мілан»          | Міжнародний стадіон імені Короля Фахда, Ер-Ріяд        |
| 2023 | «Інтернаціонале» | 1:0            | «Наполі»         | Стадіон Університету короля Сауда, Ер-Ріяд             |
| 2024 | «Мілан»          | 3:2            | «Інтернаціонале» | Стадіон Університету короля Сауда, Ер-Ріяд             |

## Переможці та фіналісти
| Клуб             | Перемог | Поразок | Перемоги                                             | Поразки                                        |
| ---------------- | ------- | ------- | ---------------------------------------------------- | ---------------------------------------------- |
| «Ювентус»        | 9       | 8       | 1995, 1997, 2002, 2003, 2012, 2013, 2015, 2018, 2020 | 1990, 1998, 2005, 2014, 2016, 2017, 2019, 2021 |
| «Інтернаціонале» | 8       | 5       | 1989, 2005, 2006, 2008, 2010, 2021, 2022, 2023       | 2000, 2007, 2009, 2011, 2024                   |
| «Мілан»          | 8       | 5       | 1988, 1992, 1993, 1994, 2004, 2011, 2016, 2024       | 1996, 1999, 2003, 2018, 2022                   |
| «Лаціо»          | 5       | 3       | 1998, 2000, 2009, 2017, 2019                         | 2004, 2013, 2015                               |
| «Рома»           | 2       | 4       | 2001, 2007                                           | 1991, 2006, 2008, 2010                         |
| «Наполі»         | 2       | 3       | 1990, 2014                                           | 2012, 2020, 2023                               |
| «Сампдорія»      | 1       | 3       | 1991                                                 | 1988, 1989, 1994                               |
| «Парма»          | 1       | 3       | 1999                                                 | 1992, 1995, 2002                               |
| «Фіорентина»     | 1       | 1       | 1996                                                 | 2001                                           |
| «Торіно»         | 0       | 1       |                                                      | 1993                                           |
| «Віченца»        | 0       | 1       |                                                      | 1997                                           |